# Bythopsyrna ebonfana
Bythopsyrna ebonfana är en insektsart som beskrevs av Medler 1999. Bythopsyrna ebonfana ingår i släktet Bythopsyrna och familjen Flatidae. Inga underarter finns listade i Catalogue of Life.